# Coenonympha mariae
Coenonympha mariae är en fjärilsart som beskrevs av Rocci 1928. Coenonympha mariae ingår i släktet Coenonympha och familjen praktfjärilar. Inga underarter finns listade i Catalogue of Life.